# Галимов, Эрик Михайлович
Э́рик Миха́йлович Гали́мов (29 июля 1936, Владивосток — 23 ноября 2020, Москва) — советский и российский геохимик. Академик РАН (1994, член-корреспондент с 1991), член её президиума в 2002—2013 гг., доктор геолого-минералогических наук (1970), профессор (1982), заслуженный профессор МГУ (1999). Директор Института геохимии и аналитической химии им. В. И. Вернадского РАН (1992—2015), затем — его научный руководитель. Лауреат Государственной премии Российской Федерации в области науки и технологий за 2015 год.

## Биография
Окончил факультет геологии, геохимии и геофизики Московский институт нефтехимической и газовой промышленности им. И. М. Губкина — ныне Российский государственный университет нефти и газа имени И. М. Губкина по специальности геофизические методы поисков и разведки месторождений полезных ископаемых (1959), горный инженер геофизик. В 1965 году защитил кандидатскую диссертацию «Применение масс-спектрометрии для изучения влияния процессов поверхностного выщелачивания на изотопный состав углерода карбонатов» на соискание ученой степени кандидата геолого-минералогических наук, получив её в том же году. В 1970 году защитил докторскую диссертацию «Геохимия стабильных изотопов углерода».
Трудовую деятельность начал инженером в тресте «Спецгеофизика» министерства геологии СССР (1959—1960 гг.). С 1960 по 1963 год начальником Прикаспийской геофизической экспедиции в Западном Казахстане. С 1959 года научный сотрудник кафедры промысловой геофизики, в 1966—1972 годах руководитель организованной им проблемной лаборатории масс-спектрометрии Московского института нефтехимической и газовой промышленности им. И. М. Губкина.
С 1973 года заведующий лабораторией геохимии углерода в ГЕОХИ АН СССР, которую создал по предложению академика А. П. Виноградова, и в 1992—2015 годах директор Института геохимии и аналитической химии им. В. И. Вернадского РАН (ГЕОХИ), затем его научный руководитель.
С 1993 года профессор МГУ, читал курс геохимии углерода.
Академик РАН (1994) по Отделению геологии, геофизики, геохимии и горных наук. Член Президиума РАН (2002—2013), член бюро Отделения наук о Земле РАН, член секции геолого-геофизических наук. Председатель Комитета по метеоритам РАН, председатель Научного совета РАН по проблемам геохимии, член Океанографической комиссии РАН, член Бюро Совета РАН по космосу. Президент Международной ассоциации геохимии и космохимии (2000—2004).
Главный редактор журнала «Геохимия» (с 2005), член редколлегии международных журналов Astrobiology, Chemical Geology, Isotopes in Health and Environmental Studies.
В 1990 году возглавил океанографическую экспедицию на научно-исследовательском судне «Академик Борис Петров».
Почётный профессор Московского государственного университета им. М. В. Ломоносова[когда?]. Почётный член Академии наук Республики Башкортостан (2002). Академик Академии горных наук. Иностранный член Академии наук и литературы в Майнце (Германия) (1998).
Скончался 23 ноября 2020 года в московской клинике от Covid-19. Похоронен на Троекуровском кладбище в Москве (уч. 14a).

## Семья
Супруга Галина Галимова — театровед.
Дочери: Дарья Златопольская — телеведущая, Александра Скамницкая — бренд-директор журнала «Tatler».

## Научная деятельность
Основные труды — по изотопно-геохимическому изучению органического вещества и математическому моделированию эволюции осадочных бассейнов, происхождению алмазов, происхождению и химической эволюции Земли, происхождению Луны. Разработал изотопно-фракционный метод выявления нефтематеринских пород, давших начало образованию нефтяных залежей. Выдвинул экспериментально подтверждённую гипотезу об образовании алмазов при кавитационных процессах в быстротекущей магме.
Основатель (1990) и руководитель научной школы «Глобальные циклы углерода „мантия — кора — океан — атмосфера“», инициатор и руководитель программ исследования Луны и доставки вещества с Фобоса.
Автор более 500 научных публикаций, монографий (3 переизданы в США), одного открытия («Ядерно-спиновый изотопный эффект», совместно с А. Л. Бучаченко, Ю. Н. Молиным и Р. З. Сагдеевым), имеет несколько изобретений. Монографии: «Геохимия стабильных изотопов углерода» (1968), «Изотопы углерода в нефтегазовой геологии» (1973), «Исследования органического вещества и газов в осадках дна океанов» (1976), «Природа биологического фракционирования изотопов» (1984), «Феномен жизни. Между равновесием и нелинейностью. Происхождение и принципы эволюции» (2001), «Замыслы и просчеты. Фундаментальные космические исследования в России последнего двадцатилетия. Двадцать лет бесплодных усилий» (2010, 2-е изд., доп. 2013).

## Награды и премии
- Орден Почёта (1999) — за большой вклад в развитие отечественной науки, подготовку высококвалифицированных кадров и в связи с 275-летием Российской академии наук[15]
- Орден «Знак Почёта» (1986)
- Geochemistry Fellow Геохимического общества и Европейской геохимической ассоциации (1998)[16]
- Медаль Альфреда Трейбса Международного геохимического общества (2004) — за выдающийся вклад в органическую геохимию[17]
- Лауреат премии имени В. И. Вернадского (1984) — за серию работ по биологическому фракционированию изотопов и изотопным методам решения проблем нефтегазовой геохимии
- Лауреат Государственной премии Российской Федерации в области науки и технологий за 2015 год (2016) — за разработку научного направления «Геохимия изотопов углерода», теории образования алмазов, за исследования в области нефтегазовой геологии и биогеохимических процессов[3]
- Золотая медаль имени В. И. Вернадского (2018) — за работы, внесшие выдающийся вклад в развитие современной геохимии и учения В. И. Вернадского о биосфере

## Память
В 2024 году Международный астрономический союз присвоил имя Эрика Галимова 34-километровому кратеру на южной полярной области Луны. Название кратера Galimov (126.59W, 64.32S, D = 34 km) утвердил Международный астрономический союз (International Astronomical Union). Кратер помещен в газеттир планетной номенклатуры.

## Основные работы
- Геохимия стабильных изотопов углерода. М., 1968;
- Изотопы углерода в нефтегазовой геологии. М., 1973;
- Природа биологического фракционирования изотопов. М., 1981;
- Происхождение Луны // Земля и Вселенная. 2005. № 6;
- Феномен жизни: между равновесием и нелинейностью, происхождение и принципы эволюции. 3-е изд. М., 2008.